# Hof te Poddegem

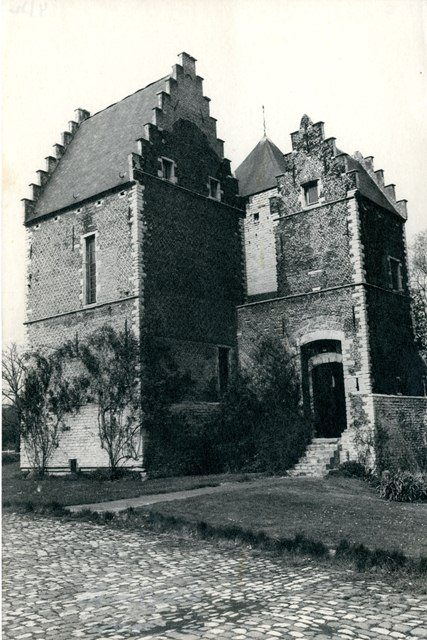
Het Hof te Poddegem

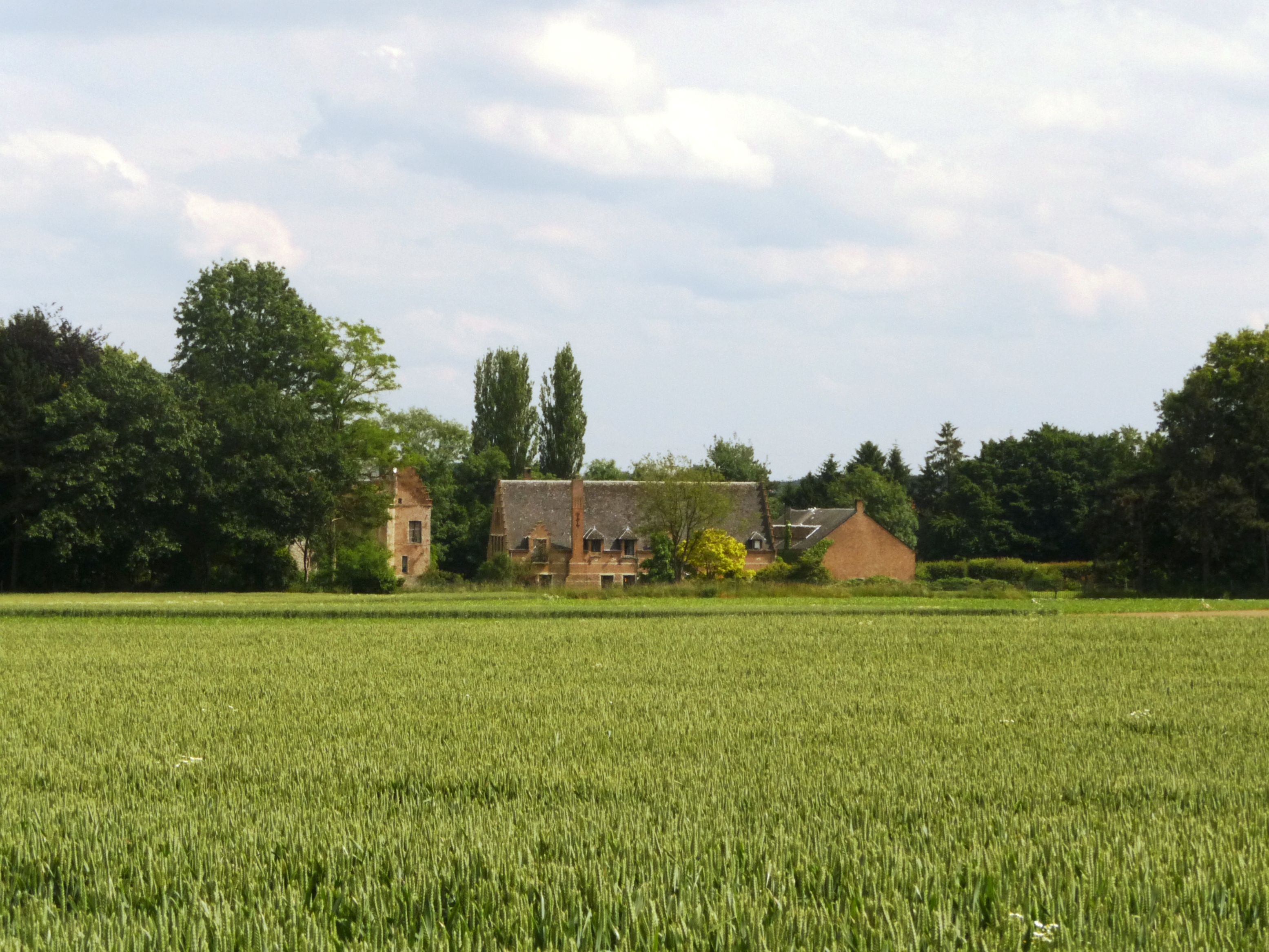
De achterkant, gezien vanuit de velden

Het Hof te Poddegem is de oudste bekende hoeve van Grimbergen. De oorsprong van deze middeleeuwse versterkte hoeve gaat terug tot een 5e-eeuws Frankisch domein. 'Poddegem' betekent letterlijk 'de woning van de lieden van Pud'. In de 13e eeuw werd het Hof te Poddegem vermeld als leengoed van de Prins van Grimbergen. 

## Recente geschiedenis
Na het overlijden van Gérard Armand Roger Helman de Grimberghe (1830-1879), werd het Hof te Poddegem, net als de Charleroyhoeve, in 1880 toegewezen aan Roger Helman de Grimberghe (1864-1945). Hij schonk het goed met de gronden in 1942 aan de Openbare Onderstand. Maar het grootste deel van de gronden was al verloren gegaan bij de aanleg in 1939 van het militair vliegveld. In 1954 verkocht de Openbare Onderstand het inmiddels vervallen hof aan Nicky Emsens (1926-2017), de kleinzoon van de oprichter van Eternit. Hij wijzigde de hoevegebouwen grondig. De zuidwestelijke stallen werden omgevormd tot een woonhuis. Het haakse dienstgebouw werd aangepast tot bergruimte en garage. De varkensstallen aan de straatzijde werden gesloopt. Al de gebouwen werden aangepast in neotraditionele stijl met Spaanse baksteen en kalkzandsteen afkomstig van gebouwen die werden gesloopt voor de wereldtentoonstelling van 1958.
In 2025 gaf het Agentschap Onroerend Erfgoed een subsidie van 100.000 euro om de kasteelhoeve te vrijwaren van vochtschade.

## Poddegemhoeve
Het Hof te Poddegem mag niet verward worden met de Poddegemhoeve. Deze laatste was eigendom van de abdij en stond op de grens van Beigem, Humbeek en Grimbergen.